# Uroballus
Uroballus är ett släkte av spindlar. Uroballus ingår i familjen hoppspindlar.
Kladogram enligt Catalogue of Life:
| Uroballus | \| \| Uroballus henicurus \| \| \| \| \| \| Uroballus octovittatus \| \| \| \| \| \| Uroballus peckhami \| \| \| \| |
|           | \| \| Uroballus henicurus \| \| \| \| \| \| Uroballus octovittatus \| \| \| \| \| \| Uroballus peckhami \| \| \| \| |
|           | Uroballus henicurus                                                                                                 |
|           | |
|           | Uroballus octovittatus                                                                                              |
|           | |
|           | Uroballus peckhami                                                                                                  |
|           | |